# Mo i Rana
Mo i Rana (pronúncia norueguesa: /ˈmuː i ˈrɑːnɑ/) é uma cidade e centro administrativo da comuna de Rana no condado de Nordland na Noruega. Está localizada na região de Helgeland em Nordland, logo abaixo do Círculo Polar Ártico. Algumas das áreas periféricas da cidade incluem os subúrbios de Båsmoen e Ytteren no norte, Selfors no leste e Åga / Hauknes / Dalsgrenda no sul.
A cidade é chamada de "Mo i Rana" para diferenciá-la de outros lugares com o nome "Mo" (incluindo a cidade de Mosjøen, também em Helgeland), embora localmente a cidade seja chamada apenas de Mo. O endereço postal do Mo era "Mo 8600" até ser alterado para "Mo i Rana 8600" em 1999.
A cidade, de 12,03 km2 tem uma população em 2018 de 18 866 e uma densidade populacional de 1 568 hab./km2.  Isso a torna a maior cidade de Helgeland e a segunda maior cidade (depois de Bodø) no condado de Nordland.

## Nome
O nome Mo i Rana significa "Mo em Rana" (referindo-se a comuna) em norueguês.  "Mo" vem de uma antiga fazenda situada próxima onde hoje é a cidade.  O nome da fazenda deriva do nome nórdico antigo Móar, que significa areia ou planície de capim. O nome Rana provavelmente também vem dos nórdicos antigos. Rana significa "rápido", provavelmente por causa do fluxo rápido de água no fiorde Ranfjorden. A cidade era um antigo centro comercial em Helgeland. Os agricultores vivem na área desde a Idade do Ferro.

## História

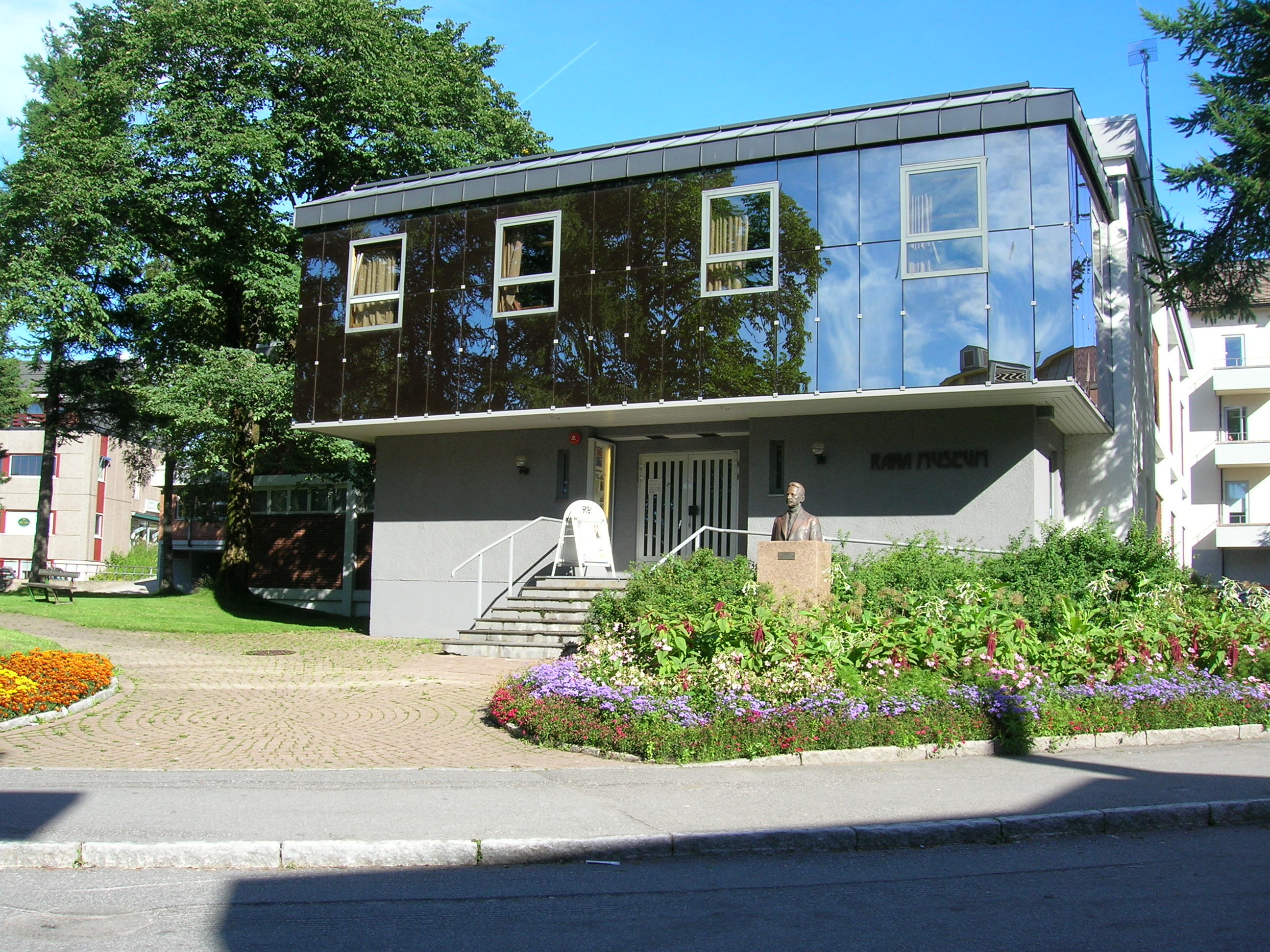
Museu de Rana, Departmento de História Cultural

Mineração, construção de barcos e caça / pesca costumavam ser os principais modos de vida. A partir do verão de 1730, havia um mercado Sámi em Mo. O mercado foi mantido nos terrenos da igreja até 1810. Em 1860, o comerciante atacadista L.A. Meyer iniciou um centro comercial, sob licença da autoridade real. Meyer trocou farinha, arenque (tipo de peixe), tabaco, carne de rena, peles e carne de veado com os suecos. O comércio com a Suécia aumentou, especialmente durante os difíceis anos econômicos da Suécia, de 1892 ao início da Primeira Guerra Mundial. Muitos caminhos agora usados como trilhas para caminhadas eram originalmente caminhos comerciais para os habitantes das montanhas da Suécia para Mo i Rana. Um exemplo é um caminho que começa na Reserva Natural de Vindelfjällens em Ammarnäs e segue o vale do rio Vindel, depois se junta a Vindelkroken e depois cruza a fronteira norueguesa para Mo i Rana.
A comuna de Rana é rica em minérios de ferro e água para produzir energia. Isso foi muito importante no desenvolvimento da indústria. A Dunderland Iron Ore Company (1902-1947) estabeleceu as primeiras minas em Storforshei, 27km ao norte de Mo i Rana. Uma empresa de mineração chamada Rana Gruber também foi fundada em 1937. Em 1946, o Parlamento norueguês aprovou planos para a construção de uma siderúrgica na Noruega. O Parlamento selecionou Mo i Rana e a A/S Norwegian Iron Work Company foi criada. Em 1955, o primeiro aço foi produzido para a Noruega e outros países. A construção das obras levou nove anos.
Durante esse período, a vila de Mo i Rana se transformou em uma cidade industrial. Pessoas de todo o país se mudaram para Mo i Rana para obter trabalho. A comunidade precisava de casas para milhares de novos residentes. A construção de casas e blocos residenciais começou imediatamente. Também foi estabelecido o fornecimento de eletricidade e água à cidade. Em 1930, a população era de 1 300 habitantes, aumentando para 7 000 em 1955. Em 1978 a siderúrgica empregava aproximadamente 4 500 dos 25 000 habitantes da cidade.
O parlamento norueguês decidiu em junho de 1988 eliminar gradualmente a propriedade estatal da empresa. Hoje existem 119 empresas industriais no parque industrial chamado Mo Industrial Park. As empresas têm atividade no setor siderúrgico, no setor de engenharia, no setor de serviços de pesquisa e desenvolvimento e no setor de tecnologia da informação. No total, as empresas empregam aproximadamente 1900 pessoas.
Desde o final da Segunda Guerra Mundial até o início dos anos 90, Mo i Rana, com a siderúrgica da cidade como sua principal indústria, dependia da indústria pesada. Após o declínio da indústria pesada, novas indústrias de serviços cresceram na cidade.

### Comuna
A comuna de Rana foi fundada em 1 de janeiro de 1838 sob a antiga lei formannskapsdistrikt. Pouco depois, em 1839, a comuna foi dividida em  Nord-Rana  e  Sør-Rana .  Em 1844, "Nord-Rana" foi renomeada "Mo herred". Em 1 de janeiro de 1923, a vila de Mo foi designada como ladested e portanto foi separada do resto da comuna para se tornar uma comuna própria. A nova cidade de Mo (população: 1 305) manteve o nome  Mo  e o resto da antiga comuna ficou conhecida como Nord-Rana (trazendo de volta o nome antigo para a área).
Durante a década de 1960, houve muitas fusões municipais na Noruega devido ao trabalho do Comitê Schei. Em 1 de janeiro de 1964, a comuna de Nord-Rana (população: 11 636) foi fundida com a cidade de  Mo i Rana  (população: 9 616), além de parte da comuna de Sør-Rana  localizada ao norte de Ranfjorden (população: 697) e também parte da área de Sjona da comuna de Nesna (população: 543) para criar a grande e nova comuna de Rana.

### A "Guerra dos Cemitérios" em 1951
Durante o outono de 1951, cerca de "700 ou 800" manifestantes apareceram no cemitério local como resultado de uma "mobilização noturna" opondo-se à tentativa do governo de remover cadáveres soviéticos das sepulturas. Cerca de 93 000 prisioneiros de guerra soviéticos foram trazidos para a Noruega entre 1941 e 1945 pelos alemães para trabalhar em melhorias na infraestrutura da Noruega. Um artigo de 2013 em Dagbladet diz que "os protestos foram tão poderosos que o então ministro da Defesa Jens Chr. Hauge pessoalmente interrompeu a ação do governo". (Somente nesta localidade a Operation Asphalt do governo foi interrompida por civis. Mais de 8 000 cadáveres soviéticos foram removidos de outros cemitérios no norte da Noruega, sem que o governo tivesse decidido a localização de um novo cemitério para esses cadáveres. Os protestos em Mo i Rana não foram mencionados na mídia nacional durante a Guerra Fria.

## Geografia e clima

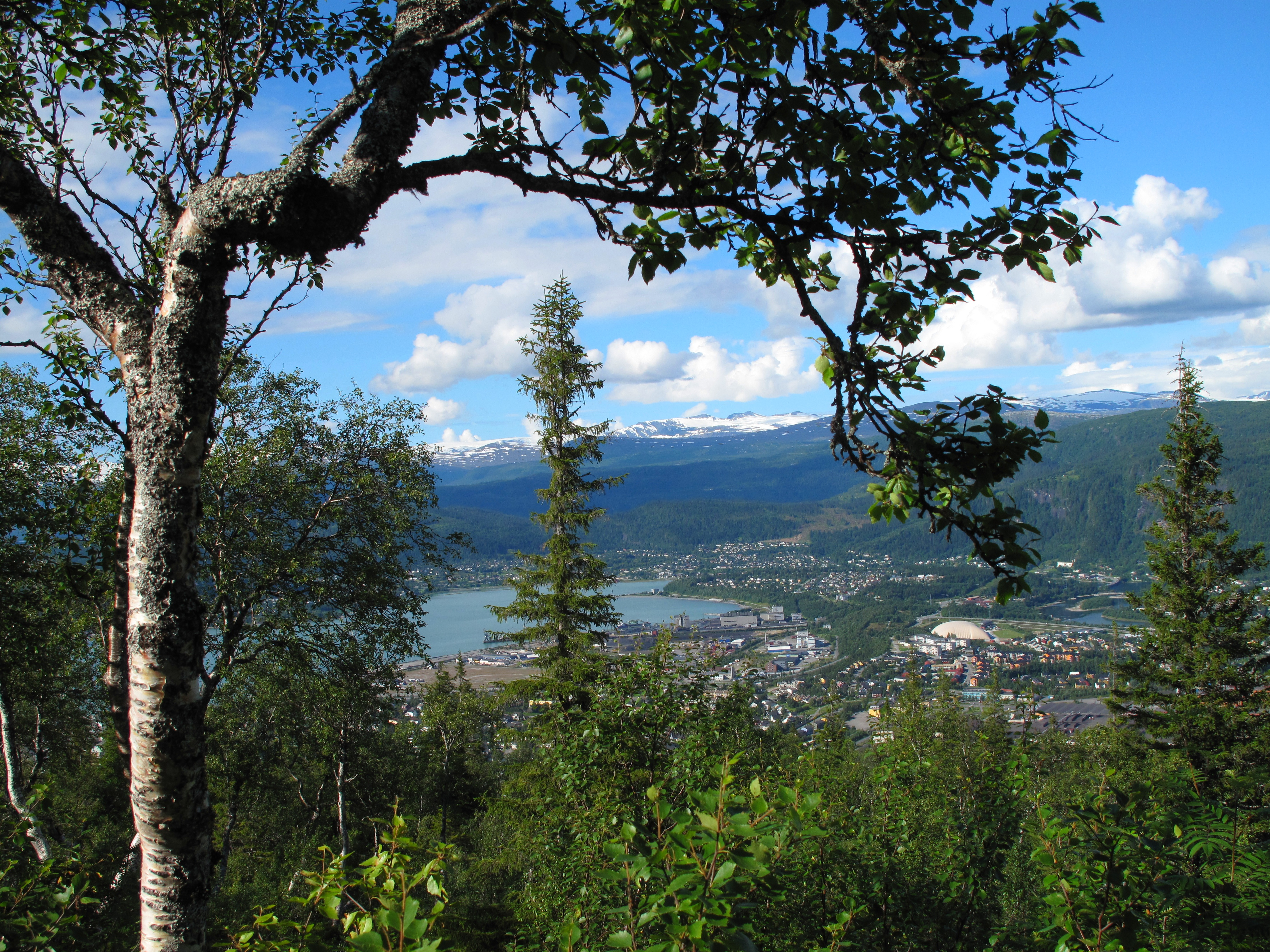
Vista parcial de Mo i Rana da colina a leste da cidade

Mo i Rana está localizado na cabeceira do fiorde Ranfjorden, ao lado sul das montanhas de Saltfjellet com a geleira Svartisen, a segunda maior da Noruega. O rio Ranelva encontra Ranfjorden em Mo i Rana. Rana e Saltfjellet são famosas por suas inúmeras cavernas. Duas das cavernas são abertas ao público, Grønligrotta e Setergrotta. Mo i Rana está situada a cerca de 80km ao sul do Círculo Polar Ártico.
O clima de Mo i Rana é geralmente classificado como  subártico (Dfc) na Classificação climática de Köppen, com invernos longos e frios e verões curtos e quentes. No entanto, é muito leve em comparação com Oymyakon e Verkhoyansk (ambas na Rússia), que são climas subárticos continentais. A corrente norueguesa (extensão da corrente do Golfo) segue a costa da Noruega até o norte. O córrego tem uma forte influência no clima, ajudando a impedir que as temperaturas fiquem muito baixas no inverno, apesar da cidade estar localizada a 70 km da linha costeira. A distância da costa, no entanto, proporciona temperaturas ligeiramente mais baixas no inverno do que as cidades mais próximas da costa. Existe muita precipitação devido às montanhas ao norte da cidade, geralmente com muita neve no inverno. O clima pode ser muito imprevisível e mudar rapidamente. A nevasca pode continuar por horas, potencialmente criando dificuldades de tráfego e cancelando voos. Por causa da latitude de Moi Rana, os dias de verão são muito longos e os dias de inverno são muito curtos. No inverno, a Aurora Boreal pode ser vista no céu noturno. Ele varia em intensidade, colorida de verde claro a vermelho escuro, e apresenta diferentes formas, como vigas, arco e cortinas.
O verão é curto, julho e agosto são os meses mais quentes. A temperatura média em 24 horas em julho é de 13,2 °C. Estes dados são baseados no período base de 1961-1990, os últimos anos tendem a ser mais quentes nesta área. Normalmente, existem de dois a três períodos quentes durante o verão, quando a temperatura média está entre 20 °C e 26 °C durante o dia. Os dias quentes podem durar de 2 a 14 dias, com a temperatura chegando a 31 °C. Ocasionalmente, as temperaturas permanecem acima de 20 °C mesmo durante a noite, um fenômeno chamado tropenatt na língua norueguesa.
O outono começa em setembro. As árvores perdem as folhas em outubro e as flores desaparecem. Durante o mês de novembro a água doce e os rios começam a congelar e a paisagem é coberta de neve. Somente a floresta fica verde durante o inverno. No inverno, o sol está baixo no horizonte e é visível apenas por algumas horas. O aquecimento pela luz solar é limitado devido à localização de alta latitude do Mo i Rana. As montanhas bloqueiam a luz do sol quando o sol está baixo no horizonte, o que significa que o sol não é visível durante o mês de dezembro. Normalmente, existem de dois a três períodos muito frios no inverno com a temperatura baixando perto de menos 30 °C. Os períodos frios normalmente duram de 3 a 7 dias. Mas no verão há sol da meia-noite e não há noite polar em dezembro. A precipitação média é de 1400 mm/ano.
| Dados climáticos para Mo i Rana (1961-90)             | Dados climáticos para Mo i Rana (1961-90) | Dados climáticos para Mo i Rana (1961-90) | Dados climáticos para Mo i Rana (1961-90) | Dados climáticos para Mo i Rana (1961-90) | Dados climáticos para Mo i Rana (1961-90) | Dados climáticos para Mo i Rana (1961-90) | Dados climáticos para Mo i Rana (1961-90) | Dados climáticos para Mo i Rana (1961-90) | Dados climáticos para Mo i Rana (1961-90) | Dados climáticos para Mo i Rana (1961-90) | Dados climáticos para Mo i Rana (1961-90) | Dados climáticos para Mo i Rana (1961-90) | Dados climáticos para Mo i Rana (1961-90) |
| Mês                                                   | Jan                                       | Fev                                       | Mar                                       | Abr                                       | Mai                                       | Jun                                       | Jul                                       | Ago                                       | Set                                       | Out                                       | Nov                                       | Dez                                       | Ano                                       |
| ----------------------------------------------------- | ----------------------------------------- | ----------------------------------------- | ----------------------------------------- | ----------------------------------------- | ----------------------------------------- | ----------------------------------------- | ----------------------------------------- | ----------------------------------------- | ----------------------------------------- | ----------------------------------------- | ----------------------------------------- | ----------------------------------------- | ----------------------------------------- |
| Média alta °C (°F)                                    | −2.7 (27.1)                               | −1.8 (28.8)                               | 1.6 (34.9)                                | 5.3 (41.5)                                | 11.6 (52.9)                               | 15.9 (60.6)                               | 17.7 (63.9)                               | 16.4 (61.5)                               | 11.3 (52.3)                               | 6.1 (43)                                  | 1.2 (34.2)                                | −1.1 (30)                                 | 6.79 (44.23)                              |
| Média baixa °C (°F)                                   | −8.1 (17.4)                               | −7.1 (19.2)                               | −4.4 (24.1)                               | −0.9 (30.4)                               | 3.5 (38.3)                                | 7.8 (46)                                  | 10.3 (50.5)                               | 9.3 (48.7)                                | 5.7 (42.3)                                | 1.9 (35.4)                                | −3.5 (25.7)                               | −6.4 (20.5)                               | 0.68 (33.21)                              |
| Média precipitação mm (pol.)                          | 146 (5.75)                                | 117 (4.61)                                | 112 (4.41)                                | 74 (2.91)                                 | 64 (2.52)                                 | 70 (2.76)                                 | 97 (3.82)                                 | 110 (4.33)                                | 155 (6.1)                                 | 186 (7.32)                                | 136 (5.35)                                | 163 (6.42)                                | 1 430 (56,3)                              |
| Fonte: http://met.no/Klima/Klimastatistikk/Klimadata/ |                                           |                                           |                                           |                                           |                                           |                                           |                                           |                                           |                                           |                                           |                                           |                                           |                                           |

## Indústria

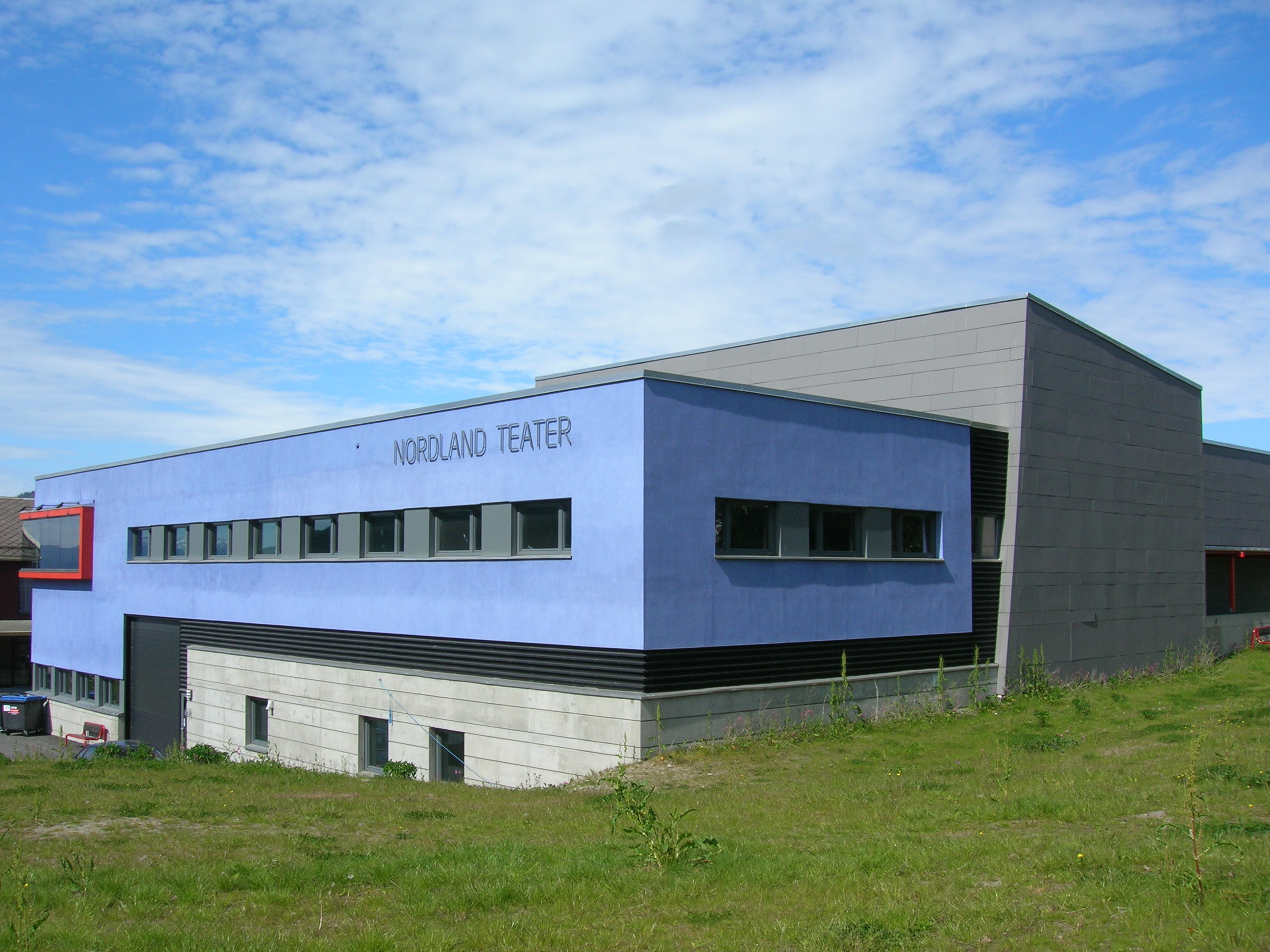
Nordland teater

Norsk Jernverk, fundada em 1946, produzia aço para o país até 1988, quando foi dividida em várias novas empresas. A fábrica de ferro teve um impacto significativo no desenvolvimento da cidade. Em 1978, a população da cidade cresceu de aproximadamente 2 000 para 25 000. O Parque Industrial de Mo é um dos maiores parques industriais da Noruega, sendo importante para a sociedade local, dando trabalho a aproximadamente 1 900 pessoas. A fábrica de ferro e de aço Jernverket consome mais energia do que todo o município de Oslo. A Biblioteca Nacional da Noruega tem uma divisão em Mo i Rana. HelgelandsKraft fornece energia elétrica para a região de Helgeland. NRK (Corporação Norueguesa de Radiodifusão) possui uma divisão em Mo i Rana. Rana Blad e Rana No são os jornais locais da cidade. Rádio 3 Rana é a estação de rádio local.

## Transporte
Mo i Rana possui um aeroporto regional, Aeroporto Mo i Rana, situado a 10 km a norte da cidade em Røssvoll. O aeroporto faz parte da rede norueguesa STOLport. O Mo i Rana está conectado à ferrovia Nordland Line. Esta é uma linha ferroviária entre Trondheim e Bodø. A principal estrada norte-sul da Noruega, rota europeia E6, passa pela cidade. A rota europeia E12 começa em Mo i Rana e conecta a cidade à Suécia e à Finlândia. Uma rede de ônibus percorre a maior parte da cidade e seus subúrbios.
Uma rota turística internacional chamada Rodovia Azul (em  norueguês:  Blå vegen ) começa em Mo i Rana. O percurso segue pela Suécia e Finlândia até a Rússia.

## Cultura
Havmann  (O Homem do Mar) é uma escultura feita de granito do Ártico, localizada no Ranfjord. Foi feita em 1995 pelo escultor inglês Antony Gormley. É uma parte do Artscape Nordland, que pode ser vista do centro da cidade. O festival Havmanndagene é realizado na cidade todos os anos em maio. O Teatro Nordland é um teatro regional que faz turnês em Nordland. Foi criado em 1979 e está situado em um novo prédio de teatro com três palcos. O Museu Rana, departamento do Museu Helgeland, está situado no centro da cidade. A exposição principal concentra-se na vida cotidiana da cidade no século XX. Possui uma galeria de fotos com cerca de 80 000 imagens e um arquivo de música folclórica. O museu também contém um modelo em miniatura da cidade por volta de 1930. O Museu de História Natural está situado na parte antiga da cidade, conhecida como Moholmen. Centra-se em exposições da vida animal na região. A biblioteca do condado de Nordland está situada em Mo i Rana. O Arctic Circle Raceway é uma pista de automobilismo e corrida de estrada, situada a 30 km ao norte de Mo i Rana.

## Igrejas

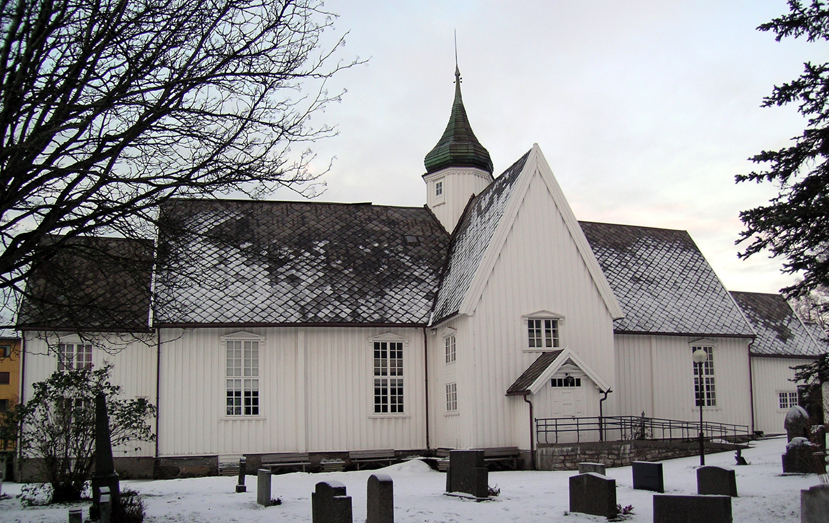
Igreja de Mo

A Igreja de Mo é o edifício mais antigo de Mo i Rana. Construído em 1724, é feito de madeira e tem 400 lugares. A igreja foi construída por iniciativa de Thomas von Westen, um norueguês sacerdote e missionário que trabalhou entre o povo Sámi. Inúmeras vítimas da Segunda Guerra Mundial estão enterradas no cemitério, que recebe visitantes de todo o mundo em busca de parentes. A Igreja Gruben é outra igreja em Mo i Rana. Foi construída em 1965 para servir a cidade em crescimento.

## Relações Internacionais

### Cidades irmãs
- Fairbanks, Alaska, Estados Unidos
- Petrozavodsk, Carélia, Russia
- Skellefteå, Västerbotten, Suécia
- Aars, Jutlândia do Norte, Dinamarca